# Sotheby's International Realty
Sotheby's International Realty est une marque d'immobilier de luxe fondée en 1976 par les marchands d'art Sotheby's. Sotheby's International Realty fonctionne comme une franchise axée sur le courtage et la commercialisation de biens immobiliers résidentiels.

## Fonctionnement par franchise
En février 2004, Realogy, un fournisseur de services de franchisage et de courtage immobilier, de relocalisation et de règlement, a conclu une alliance stratégique à long terme avec Sotheby's. L'accord prévoit l'octroi d'une licence pour le nom Sotheby's International Realty et le développement d'un système de franchise complet. Les franchises du système sont accordées aux maisons de courtage et aux personnes qui répondent aux critères de Realogy. Le franchiseur soutient ses agents avec des ressources opérationnelles, de marketing, de recrutement, d'éducation et de développement commercial. En 2012, la société a lancé un site Web pour les annonces de fermes et de ranchs, le premier d'une série d'annonces Internet de marchés spécialisés. Les sites Web de marketing ciblé ultérieurs comprennent des propriétés en bord de mer, de golf, de ski et historiques.

## Le magazineReside
La société publie Reside, un magazine semestriel consacré à l'immobilier et à l'art de vivre, qui a remporté le prix Hermès de platine pour son excellence créative et sa conception et sa rédaction exceptionnelles en 2009.

## Sotheby's International Realty en France
Depuis 2004, Alexander Kraft est Président–Directeur Général ainsi que le propriétaire de Sotheby's International Realty France et Sotheby's International Realty Monaco. Plus de 50 agences sont réparties sur tout le territoire français. 
Malgré un contexte sanitaire difficile avec la pandémie de covid-19, Sotheby's International Realty France a réalisé une belle année 2021. Début septembre 2021, le volume de vente a atteint 910 millions d'euros, soit une augmentation de plus de 43 % par rapport à 2020. Sotheby's International Realty reste ainsi familier des ventes à plusieurs millions d'euros, à Paris mais aussi dans le sud de la France. 